# Кихано, Норман
Норман Ноэль Кихано Гонсалес (исп. Norman Noel Quijano González; 2 ноября 1946, Санта-Ана (Сальвадор)) — сальвадорский политик, один из лидеров правой партии Националистический республиканский альянс (ARENA). В 2009—2015 — алькальд (мэр) Сан-Сальвадора. Баллотировался в президенты Сальвадора на выборах 2014. С 1 мая 2018 — председатель Законодательной ассамблеи Сальвадора. Представитель консервативного крыла ARENA, носитель традиции майора д’Обюссона. Известен также как врач-стоматолог и спортсмен.

## Происхождение и работа
Родился в семье телеграфиста. Вскоре после рождения Нормана семья перебралась из Санта-Аны в Сан-Сальвадор, где его отец поступил на службу в технический аппарат президента Сальвадора Кастаньеды Кастро. Своё социальное происхождение Норман Кихано считает «скромным». Своего отца рассматривает как пример добросовестного труда на благо общества.
Норман Кихано окончил факультет стоматологии Сальвадорского университета. Работал в качестве частнопрактикующего зубного врача. Был известен также как спортсмен — занимался футболом, волейболом, триатлоном, лёгкой атлетикой, верховой ездой. Впоследствии занимал административные посты в национальных и международных спортивных федерациях.

## Правый политик
Политически Норман Кихано придерживался правых антикоммунистических взглядов. Во время гражданской войны он был горячим сторонником майора Роберто д’Обюссона и его партии Националистический республиканский альянс (ARENA). В 1983 принял предложение возглавить партийную стоматологическую клинику. С тех пор Норман Кихано — активный деятель ARENA. Одновременно продолжал свою медицинскую деятельность, был известен как высококвалифицированный специалист в международном сообществе стоматологов.
В 1988 алькальдом (мэром) Сан-Сальвадора был избран представитель ARENA Армандо Кальдерон Соль. На следующий год Норман Кихано стал его заместителем по социальным вопросам. Занимал этот пост до 1994. Инициировал несколько социальных программ, в частности, открытие муниципальных детских садов.
На выборах 1994 Норман Кихано был избран депутатом Законодательной ассамблеи Сальвадора от фракции ARENA.
Изучал практику муниципального администрирования в Коста-Рике и методики организации социальных служб в Израиле. На общественных началах входил в руководящие органы профессиональной ассоциации стоматологов.
Норман Кихано — видный деятель партийного руководства ARENA. Он представляет в партии консервативно-популистскую линию и традицию майора д’Обюссона (хотя не имел прямого отношения к эскадронам смерти). Известен политическими и деловыми связями с предпринимательскими семействами — крупными спонсорами ARENA, особенно семейством Симан (недвижимость, торговые центры, бренды одежды).
Важный элемент политики Нормана Кихано — проамериканская позиция. В январе 2018, после грубого высказывания президента США Дональда Трампа о «странах-дырах», среди которых был упомянут и Сальвадор, Норман Кихано заявил, что левое правительство ФНОФМ много сделало для такой характеристики.

## Столичный мэр
В 2009 Норман Кихано был избран алькальдом Сан-Сальвадора. Вновь одержал победу на муниципальных выборах в столице 2012. В обоих случаях он опередил кандидатов ФНОФМ — хотя с 2009 года на общенациональном уровне ARENA являлась оппозиционной партией.
Главным достижением администрации Кихано стало погашение муниципальной задолженности Сан-Сальвадора. По официальным данным, долг сократился с 32 миллионов долларов до 27 миллионов. Согласно анализу экономистов, к концу срока полномочий Кихано бюджет был сведён с положительным сальдо в 4-5 миллионов. Была значительно повышена собираемость налогов, что позволило активизировать муниципальное строительство, стимулировать образовательные программы. Другой заметной акцией стало прекращение уличной торговли с рук при одновременном развитии коммерческой инфраструктуры.
Кроме того, Кихано активизировал борьбу с криминалом: власти провели серию арестов преступных авторитетов (некоторые из них были убиты при неясных обстоятельствах) и в то же время организовывали общественные работы и систему политического просвещения (в духе идеологии ARENA и традиций д’Обюссона) для рядовых боевиков ОПГ.

## Кандидат в президенты
В 2012—2014 Норман Кихано являлся лидером ARENA. На выборах 2014 баллотировался в президенты Сальвадора. По мнению информированных наблюдателей, его выдвижение было пролоббировано предпринимательским сообществом во главе с крупным инвестором Рикардо Пома.
Главным тезисом его программы являлась борьба с преступностью. Он предлагал объявить режим ЧП и применять регулярную армию для борьбы с криминальными группировками, радикально изменить пенитенциарную систему, разгрузить тюрьмы, превратившиеся в штаб-квартиры и «кузницы кадров» криминала, создать систему военных поселений для безработной молодёжи.
Также Норман Кихано выступал за финансовую политику жёсткой экономии, достижение бездефицитного бюджета. Он предупреждал, что значительно урежет государственные ассигнования на школы, отменит субсидирование «школьного пакета» (униформа, питание). Однако в целом он обещал сохранить социальные программы.
Норман Кихано получил почти 1,49 миллиона голосов — 49,89 % — и отстал от кандидата ФНОФМ Санчеса Серена менее чем на 7 тысяч. Правая оппозиция объявила о фальсификации выборов и организовала уличные протесты. Однако международные наблюдатели нарушений не усмотрели.

## Председатель парламента
1 мая 2018 Норман Кихано был избран председателем Законодательной ассамблеи Сальвадора. Избрание состоялось практически консенсусом: за Кихано проголосовали 82 депутата при одном воздержавшемся.
На посту председателя парламента Норман Кихано вновь заявил о необходимости экономной финансовой политики. Для примера он объявил, что прекращает практику дорогостоящих парламентских церемоний. Вопреки обычаю, был отменён банкет к началу очередной сессии. Кихано дал понять, что планирует снизить денежное содержание депутатов. В то же время он намеревается перестроить здание парламента для его структурной оптимизации — что сопряжено с дополнительными расходами, которые он предполагает покрыть за счёт кредита.

## Семья и образ
Норман Кихано женат во второй раз. В 2017 он заключил брак с гондурасской предпринимательницей Аной Даккаретт. От первого брака имеет трёх дочерей.
Лиссет Кихано-младшая известна в стране как юристка и госслужащая. Её служба в государственном управлении водных ресурсов была предметом прокурорского расследования в связи с использованием средств на строительство водохранилища. При этом Норман Кихано активно выступает против непотизма, внёс законопроект, запрещающий привлечение родственников глав администраций в муниципальные учреждения (поводом послужило назначение в администрацию Сан-Сальвадора брата алькальда Найиба Букеле — преемника Кихано из ФНОФМ).
Публичный образ Нормана Кихано строится на концепции близости к народу и энергичной силы. Этому способствует и внешний имидж: сухопарость, спортивная подтянутость (его достижения как футболиста регулярно упоминаются в пропаганде ARENA), причёска, манера общения. Он воспринимается как опытный и взвешенный государственный деятель, поднявшийся из низов благодаря трудолюбию и профессиональным успехам.